# أغستاوستلاند إيه دبليو 109
أغستاوستلاند إيه دبليو 109 (بالإنجليزية: AgustaWestland AW109)‏ هي مروحية أنتجت في 1971. كان أول طيران لها في 4 أغسطس 1971. دخلت الخدمة في 1976، وسعر الطائرة الواحدة منها هو 6.3 مليون دولار.

## المستخدمين
الجزائر
 ألبانيا
 بنغلاديش
 بلجيكا
 بلغاريا
 تشيلي
 اليونان
 إيطاليا
 لاتفيا
 ماليزيا
 نيوزيلندا
 نيجيريا
 عُمان
 بيرو
 الفلبين
 سلوفينيا
 جنوب إفريقيا
 السويد
 أوغندا
 المملكة المتحدة
 مصر